# Fimbristylis littoralis
Fimbristylis littoralis là loài thực vật có hoa trong họ Cói. Loài này được Gaudich. mô tả khoa học đầu tiên năm 1829.